# Traces of Sadness
Albums de Vanilla Ninja
Vanilla Ninja Blue Tattoo
Traces of Sadness est le deuxième album de Vanilla Ninja. Produit en Allemagne, il est le premier album du groupe à avoir été conçu pour le marché international, d’où des chansons exclusivement en anglais. Dans un premier temps, l’album a été surtout diffusé en Allemagne, en Autriche, où il fut un succès, ainsi qu’en Suisse. La promotion de l’album a été amplement relayée par la chaîne musicale allemande VIVA, dont Vanilla Ninja est depuis un invité régulier.
Une nouvelle version de l’album, dite Traces of Sadness — Limited Edition, sort le 29 novembre 2004. Elle consiste en deux disques : le premier est identique à l’album original, le second contient des versions alternatives et de nouvelles vidéos.
Le 19 janvier 2005, Traces of Sadness sort au Japon. Le label japonais Pony Canyon, chargé de la commercialisation, y adjoint un DVD.

## Liste des morceaux
- 01. "Tough Enough" — 3:24
- 02. "Traces of Sadness" — 3:23
- 03. "Stay" — 3:54
- 04. "When the Indians Cry" — 3:44
- 05. "Don’t Go Too Fast" — 3:14
- 06. "Heartless" — 3:51
- 07. "Liar" — 3:38
- 08. "Don’t You Realize" — 3:52
- 09. "Wherever" — 3:26
- 10. "Metal Queen" — 3:27
- 11. "Looking for A Hero" — 3:55
- 12. "Destroyed by You" — 3:54
- 13. "Traces of Sadness" (extended version) — 5:56
- 14. "Traces of Sadness" (extended version) — 7:38

Bonus :
- "Tough Enough" (vidéo)
- "Don’t Go Too Fast (vidéo)

CD 2 (Limited Edition)
- 01. "Blue Tattoo" (Unplugged version)
- 02. "Tough Enough" (Unplugged version)
- 03. "Don't Go Too Fast" (Unplugged version)
- 04. "Liar" (Unplugged version)
- 05. "Stay" (Unplugged version)
- 06. "Metal Queen" (Unplugged version)
- 07. "Destroyed by You" (Unplugged version)
- 08. "Don't You Realize" (Classical version)
- 09. "Heartless" (Classical version)
- 10. "Traces of Sadness" (Classical version)
- 11. "Looking for A Hero" (Classical version)
- 12. "Light of Hope" ("When the Indians Cry" avec de nouvelles paroles)

Bonus :
- "Liar" (vidéo)
- "When The Indians Cry" (vidéo)

## Résultats
- n°1 (Estonie)
- n°3 (Allemagne)
- n°4 (Autriche)
- n°14 (Suisse)
- Disque d'or en Allemagne et en Autriche.

## Singlestirés de l’album

### Tough Enough
- Label : Bros
- Sortie : 24 novembre 2003
- Liste des morceaux :

1. "Tough Enough" (Radio edit)
2. "Tough Enough" (Ambient mix)
3. "Tough Enough" (Extended version)
4. "Tough Enough"  (Unplugged version)

- Bonus : "Tough Enough" (vidéo)
- classements : n°13 (Allemagne), n°16 (Autriche), n°52 (Suisse)

### Don’t Go Too Fast
- Label : Bros
- Sortie : 22 mars 2004
- Liste des morceaux :

1. "Don’t Go Too Fast" (Single version)
2. "Don’t Go Too Fast" (Extended version)
3. "Don’t Go Too Fast" (Unplugged version)
4. "Don’t Go Too Fast" (Radio edit)

- Bonus : "Don’t Go Too Fast" (vidéo)
- classements : n°21 (Autriche), n°23 (Allemagne), n°53 (Suisse)

### Liar
- Label : Bros
- Sortie : 24 mai 2004
- Liste des morceaux :

1. "Liar" (Radio version)
2. "Liar" (Extended version)
3. "Liar" (Unplugged version)
4. "Heartless"

- Bonus : "Liar" (vidéo)
- classements : n°22 (Autriche), n°23 (Allemagne), n°43 (Suisse)

### When the Indians Cry
- Label : Bros
- Sortie : 23 août 2004
- Liste des morceaux :

1. "When the Indians Cry" (Radio edit)
2. "When the Indians Cry" (Unplugged version)
3. "When the Indians Cry" (Extended version)

- Bonus : "When the Indians Cry" (vidéo)
- classements : n°7 (Autriche), n°8 (Allemagne), n°27 (Suisse)